# Lipice (Hrubieszów)
Lipice – część miasta Hrubieszowa w Polsce położona w województwie lubelskim, w powiecie hrubieszowskim. Leży w północno-zachodniej części miasta, w okolicy ulicy o nazwie Lipice. Jest to obszar bardzo słabo zurbanizowany.